# Cenestra affinis
Cenestra affinis är en insektsart som beskrevs av Atkinson 1889. Cenestra affinis ingår i släktet Cenestra och familjen Flatidae. Inga underarter finns listade i Catalogue of Life.